# Flickingeria abhaycharanii
Flickingeria abhaycharanii là một loài thực vật có hoa trong họ Lan. Loài này được Phukan & A.A.Mao mô tả khoa học đầu tiên năm 2005.